# 博爾博希鄉
44°45′N 23°13′E / 44.750°N 23.217°E
博爾博希鄉（羅馬尼亞語：Comuna Bolboși, Gorj），是羅馬尼亞的鄉份，位於該國西南部，由戈爾日縣負責管轄，面積42平方公里，海拔高度231米，2007年人口3,261，人口密度每平方公里78人。